# Henry Fawcett
Henry Fawcett (Salisbury, 26 agosto 1833 – 6 novembre 1884) è stato un politico ed economista britannico.
Nonostante la sua grave cecità fu insegnante a Cambridge e autore di un Manual of political economy (1863). Fu ministro delle Poste e riformò l'amministrazione